# Hylesia murmur
Hylesia murmur är en fjärilsart som beskrevs av Dyar 1913. Hylesia murmur ingår i släktet Hylesia och familjen påfågelsspinnare. Inga underarter finns listade i Catalogue of Life.